# Sve-trans-nonaprenil-difosfat sintaza (geranil-difosfat specifična)
Sve-trans-nonaprenil-difosfat sintaza (geranil-difosfat specifična) (EC 2.5.1.84, nonaprenil difosfatna sintaza, solanezil difosfatna sintaza, SolPP sintaza, SPP-sintaza, SPP sintaza, solanezil-difosfatna sintaza, OsSPS2) je enzim sa sistematskim imenom geranil-difosfat:izopentenil-difosfat transtransferaza (dodaje 7 izopentenilnih jedinica). Ovaj enzim katalizuje sledeću hemijsku reakciju
geranil difosfat + 7 izopentenil difosfat {\displaystyle \rightleftharpoons } 7 difosfat + sve-trans-nonaprenil difosfat
(2E,6E)-farnezil difosfat i geranilgeranil difosfat su manje efektivni supstrati od geranil difosfata.

## Literatura
- Nicholas C. Price; Lewis Stevens (1999). Fundamentals of Enzymology: The Cell and Molecular Biology of Catalytic Proteins (Third изд.). USA: Oxford University Press. ISBN 019850229X.
- Eric J. Toone (2006). Advances in Enzymology and Related Areas of Molecular Biology, Protein Evolution (Volume 75 изд.). Wiley-Interscience. ISBN 0471205036.
- Branden C; Tooze J. Introduction to Protein Structure. New York, NY: Garland Publishing. ISBN 0-8153-2305-0.
- Irwin H. Segel. Enzyme Kinetics: Behavior and Analysis of Rapid Equilibrium and Steady-State Enzyme Systems (Book 44 изд.). Wiley Classics Library. ISBN 0471303097.

## Spoljašnje veze
- All-trans-nonaprenyl-diphosphate+synthase+(geranyl-diphosphate+specific) на 